# Museo del teatro Gizi Bajor
Il museo del Teatro Gizi Bajor (in ungherese Bajor Gizi Színészmúzeum) è situato a Budapest, in Ungheria. Fu aperto nel 1952 in una villa con giardino un tempo appartenente a Gizi Bajor, famosa attrice ungherese della prima metà del XX secolo. Sono in mostra mobili, ritratti, arredi teatrali, ventagli e guanti di velluto che contribuiscono a introdurre i visitatori nel mondo del teatro del XIX secolo.
Nel 1990, per celebrare i 200 anni di teatro in Ungheria, la collezione del museo fu ampliata con l'inclusione di memorabilia degli attori ungheresi contemporanei più famosi, a cui sono state dedicate alcune stanze del museo. Nel giardino si trovano i busti di scrittori e rappresentanti storici della cultura ungherese.